# Liste antiker Ortsnamen und geographischer Bezeichnungen/Ph
| Lateinischer Name | Griechischer Name                                      | Beschreibung                                                                                         | Heute                                                                  | Quellen und Verweise   | Lage |
| ----------------- | ------------------------------------------------------ | --- | ---------------------------------------------------------------------- | ---------------------- | ---- |
| Phabiranum        |                                                        | |                                                                        | Smith;                 |      |
| Phacium           |                                                        | |                                                                        | Smith;                 |      |
| Phacussa          |                                                        | |                                                                        | Smith;                 |      |
| Phaeaces          |                                                        | |                                                                        | Smith;                 |      |
| Phaedriades       |                                                        | |                                                                        | Smith;                 |      |
| Phaedrias         |                                                        | |                                                                        | Smith;                 |      |
| Phaeniana         |                                                        | |                                                                        | Smith;                 |      |
| Phaeno            | Φαινώ (Phainō)                                         | Stadt in Idumäa                                                                                      |                                                                        | Smith;                 |      |
| Phaestus          |                                                        | |                                                                        | Smith;                 |      |
| Phagres           |                                                        | |                                                                        | Smith;                 |      |
| Phaia             | Φαία (Phaia)                                           | Hafen an der Marmarica                                                                               |                                                                        | Smith;                 |      |
| Phalachthia       |                                                        | |                                                                        | Smith;                 |      |
| Phalacra          |                                                        | |                                                                        | Smith;                 |      |
| Phalacrine        |                                                        | |                                                                        | Smith;                 |      |
| Phalacrum         |                                                        | |                                                                        | Smith;                 |      |
| Phalaeseae        |                                                        | |                                                                        | Smith;                 |      |
| Phalanna          |                                                        | |                                                                        | Smith;                 |      |
| Phalanthum        |                                                        | |                                                                        | Smith;                 |      |
| Phalarus          |                                                        | |                                                                        | Smith;                 |      |
| Phalasarna        | Φαλάσαρνα (Phalasarna)                                 | Stadt an der Westküste von Kreta                                                                     | 8 km westlich von Kissamos                                             | Smith;                 |      |
| Phalerum          |                                                        | |                                                                        | Smith;                 |      |
| Phaloria          |                                                        | |                                                                        | Smith;                 |      |
| Phalycum          |                                                        | |                                                                        | Smith;                 |      |
| Phana             |                                                        | |                                                                        | Smith;                 |      |
| Phanae            |                                                        | |                                                                        | Smith;                 |      |
| Phanagoria        | Φαναγορία (Phanagoria), Φαναγόρεια (Phanagoreia)       | griechische Kolonie am kimmerischen Bosporus                                                         | auf der Spitze der Taman-Halbinsel in Russland                         | Smith;                 |      |
| Phanaroea         |                                                        | |                                                                        | Smith;                 |      |
| Phanote           |                                                        | |                                                                        | Smith;                 |      |
| Phanoteus         |                                                        | |                                                                        | Smith;                 |      |
| Pharae            |                                                        | |                                                                        | Smith;                 |      |
| Pharan            | Φαράν (Pharan)                                         | Wüste südlich von Be’er Scheva im Land Kanaan                                                        |                                                                        | Smith;                 |      |
| Pharbaethius      |                                                        | |                                                                        | Smith;                 |      |
| Pharcadon         |                                                        | |                                                                        | Smith;                 |      |
| Phare             |                                                        | |                                                                        | Smith;                 |      |
| Pharmacusa        |                                                        | |                                                                        | Smith;                 |      |
| Pharmatenus       |                                                        | |                                                                        | Smith;                 |      |
| Pharnacia         |                                                        | |                                                                        | Smith;                 |      |
| Pharodini         |                                                        | |                                                                        | Smith;                 |      |
| Pharos            | Φάρος (Pharos)                                         | Halbinsel vor Alexandria in Ägypten mit dem nach ihr benannten Leuchtturm, dem Pharos von Alexandria |                                                                        | Smith;                 |      |
| Pharos            | Φάρος (Pharos)                                         | Insel vor der illyrischen Küste                                                                      | Hvar in Kroatien                                                       | Smith;                 |      |
| Pharos            | Φάρος (Pharos)                                         | griechische Kolonie auf der gleichnamigen illyrischen Insel                                          | Stari Grad auf Hvar                                                    | Smith;                 |      |
| Pharpar           |                                                        | |                                                                        | Smith;                 |      |
| Pharrasii         |                                                        | |                                                                        | Smith;                 |      |
| Pharsalus         | Φάρσαλος (Pharsalos)                                   | Stadt in Thessalien                                                                                  | Farsala in Griechenland                                                | Smith;                 |      |
| Pharusii          |                                                        | |                                                                        | Smith;                 |      |
| Pharygae          |                                                        | |                                                                        | Smith;                 |      |
| Pharygium         |                                                        | |                                                                        | Smith;                 |      |
| Phasaelis         |                                                        | |                                                                        | Smith;                 |      |
| Phaselis          | Φασηλίς (Phasēlis)                                     | Stadt in Lykien                                                                                      | 53 km südwestlich von Antalya in der Türkei                            | Smith;                 |      |
| Phasiani          |                                                        | |                                                                        | Smith;                 |      |
| Phasis            | Φᾶσις (Phasis)                                         | Fluss in Kolchis                                                                                     | Rioni in Georgien                                                      | Smith;                 |      |
| Phasis            | Φᾶσις (Phasis)                                         | Stadt in Kolchis am gleichnamigen Fluss                                                              | Poti in Georgien                                                       | Smith;                 |      |
| Phasis            | Φᾶσις (Phasis)                                         | Fluss im Kaukasus                                                                                    | Oberlauf des Flusses Aras                                              |                        |      |
| Phasis            | Φᾶσις (Phasis)                                         | Fluss in Taprobane                                                                                   |                                                                        | Smith;                 |      |
| Phaura            |                                                        | |                                                                        | Smith;                 |      |
| Phazania          |                                                        | |                                                                        | Smith;                 |      |
| Phazemon          | Φαζημών (Phazemon)                                     | Ort in Paphlagonien                                                                                  | Havza                                                                  | Pleiades; Smith;       |      |
| Phazemonitis      | Φαζημωνῖτις (Phazemonitis)                             | Landschaft in Paphlagonien um Phazemon                                                               |                                                                        | Pleiades;              |      |
| Pheca             |                                                        | |                                                                        | Smith;                 |      |
| Phegaea           |                                                        | |                                                                        | Smith;                 |      |
| Phegia            |                                                        | |                                                                        | Smith;                 |      |
| Pheia             |                                                        | |                                                                        | Smith;                 |      |
| Phellia           |                                                        | |                                                                        | Smith;                 |      |
| Phelloe           |                                                        | |                                                                        | Smith;                 |      |
| Phellus           |                                                        | |                                                                        | Smith;                 |      |
| Pheneus           |                                                        | |                                                                        | Smith;                 |      |
| Pherae            | Φέραι (Pherai)                                         | Stadt in Thessalien                                                                                  |                                                                        | Smith;                 |      |
| Pherinum          |                                                        | |                                                                        | Smith;                 |      |
| Pheugarum         |                                                        | |                                                                        | Smith;                 |      |
| Phiala            |                                                        | |                                                                        | Smith;                 |      |
| Phialia           |                                                        | |                                                                        | Smith;                 |      |
| Phiara            |                                                        | |                                                                        | Smith;                 |      |
| Phibalis          |                                                        | |                                                                        | Smith;                 |      |
| Phicium           |                                                        | |                                                                        | Smith;                 |      |
| Phigalia          |                                                        | |                                                                        | Smith;                 |      |
| Phigamus          |                                                        | |                                                                        | Smith;                 |      |
| Phila             | Φίλα (Phila)                                           | makedonische Grenzfestung nahe der Mündung des Peneios                                               |                                                                        | Smith;                 |      |
| Phila             | Φίλα (Phila)                                           | Insel vor der Südküste Galliens                                                                      | vielleicht eine der Îles d’Hyères                                      | Smith;                 |      |
| Philadelphia      | Φιλαδελφία (Philadelphia), Φιλαδέλφεια (Philadelpheia) | Stadt in Ägypten                                                                                     | 40 km nordöstlich von Madinat al-Fayyum                                |                        |      |
| Philadelphia      | Φιλαδελφία (Philadelphia), Φιλαδέλφεια (Philadelpheia) | Stadt in Lydien                                                                                      | Alaşehir in der Türkei                                                 | Smith (1);             |      |
| Philadelphia      | Φιλαδελφία (Philadelphia), Φιλαδέλφεια (Philadelpheia) | Stadt in Kilikien                                                                                    |                                                                        | Smith (2);             |      |
| Philadelphia      | Φιλαδελφία (Philadelphia), Φιλαδέλφεια (Philadelpheia) | Stadt in Palästina, das biblische Rabba                                                              | Amman in Jordanien                                                     | Smith (3);             |      |
| Philae            | Φιλαί (Philai)                                         | Insel(n) im Nil mit bedeutenden Tempelanlagen                                                        | durch den Stausee der alten Staumauer des Assuan-Staudamms überflutet  | Smith;                 |      |
| Philaea           |                                                        | |                                                                        | Smith;                 |      |
| Philaeni          |                                                        | |                                                                        | Smith;                 |      |
| Philaidae         |                                                        | |                                                                        | Smith;                 |      |
| Philanorium       |                                                        | |                                                                        | Smith;                 |      |
| Phileae           |                                                        | |                                                                        | Smith;                 |      |
| Phileros          |                                                        | |                                                                        | Smith;                 |      |
| Philia            | Φιλία (Philia)                                         | Ort in Thrakien am Fuß der Rhodopen                                                                  | im Regionalbezirk Xanthi                                               |                        |      |
| Philia            | Φιλία (Philia)                                         | Stadt und gleichnamiges Vorgebirge am Pontos Euxeinos                                                | am Schwarzen Meer, etwa 10 km nordöstlich von Sultangazi in der Türkei | Smith;                 |      |
| Philippi          | Φίλιπποι (Philippoi)                                   | Stadt und Festung im Osten von Makedonien                                                            | ca. 15 km nordwestlich von Kavala beim Dorf Krinides                   | Smith;                 |      |
| Philippi Prom     |                                                        | |                                                                        | Smith;                 |      |
| Philippopolis     | Φιλιππόπολις (Philippopolis)                           | Stadt in Thrakien, in der Provinz Moesia inferior                                                    | Plowdiw in Bulgarien                                                   | Smith (1);             |      |
| Philippopolis     | Φιλιππόπολις (Philippopolis)                           | Stadt in Arabia, Geburtsstadt des römischen Kaisers Philippus Arabs                                  | Shahba in Syrien                                                       | Smith (2);             |      |
| Philippopolis     |                                                        | siehe Thebae Phthiotides                                                                             |                                                                        |                        |      |
| Philistini        |                                                        | |                                                                        | Smith;                 |      |
| Philoboeotus      |                                                        | |                                                                        | Smith;                 |      |
| Philocaleia       |                                                        | |                                                                        | Smith;                 |      |
| Philomelium       | Φιλομήλιον (Philomēlion)                               | Stadt in Phrygien                                                                                    | Akşehir in der Türkei                                                  | Smith;                 |      |
| Philotera         |                                                        | |                                                                        | Smith;                 |      |
| Philoteria        |                                                        | |                                                                        | Smith;                 |      |
| Philyreis         |                                                        | |                                                                        | Smith;                 |      |
| Phinni            |                                                        | |                                                                        | Smith;                 |      |
| Phinopolis        |                                                        | |                                                                        | Smith;                 |      |
| Phintias          | Φιντίας (Phintias)                                     | Stadt auf Sizilien                                                                                   | Licata                                                                 | Smith;                 |      |
| Phinton           |                                                        | |                                                                        | Smith;                 |      |
| Phla              |                                                        | |                                                                        | Smith;                 |      |
| Phlegra           |                                                        | |                                                                        | Smith;                 |      |
| Phlegraei Campi   |                                                        | |                                                                        | Smith;                 |      |
| Phlius            |                                                        | |                                                                        | Smith;                 |      |
| Phlya             | Φλύα (Phlya)                                           | attischer Demos                                                                                      | Chalandri bei Athen                                                    | PECS; Pleiades; Smith; |      |
| Phlygonium        |                                                        | |                                                                        | Smith;                 |      |
| Phocaea           | Φώκαια (Phōkaia)                                       | Stadt in Ionien                                                                                      | Foça in der Türkei                                                     | Smith;                 |      |
| Phoceae           |                                                        | |                                                                        | Smith;                 |      |
| Phocicum          |                                                        | |                                                                        | Smith;                 |      |
| Phocis            | Φωκίς (Phōkis)                                         | Gebirgslandschaft in Mittelgriechenland                                                              |                                                                        | Smith;                 |      |
| Phocusae          |                                                        | |                                                                        | Smith;                 |      |
| Phoebatae         |                                                        | |                                                                        | Smith;                 |      |
| Phoebia           |                                                        | |                                                                        | Smith;                 |      |
| Phoenice          | Φοινίκη (Phoinikē)                                     | Siedlungsgebiet der Phönizier an der östlichen Mittelmeerküste                                       |                                                                        | Smith;                 |      |
| Phoenice          |                                                        | römische Provinz an der syrischen Küste                                                              | Küste des Libanon                                                      |                        |      |
| Phoenice          | Φοινίκη (Phoinikē)                                     | Stadt in Epirus                                                                                      | Ruinen bei Finiq nahe Delvina in Albanien                              | Smith;                 |      |
| Phoenice          | Φοινίκη (Phoinikē)                                     | Insel vor der gallischen Südküste                                                                    | vielleicht eine der Îles d’Hyères                                      | Plinius 3,5; Smith;    |      |
| Phoenicis         |                                                        | |                                                                        | Smith;                 |      |
| Phoenicius Mons   |                                                        | |                                                                        | Smith;                 |      |
| Phoenicus         |                                                        | |                                                                        | Smith;                 |      |
| Phoenicus         |                                                        | |                                                                        | Smith;                 |      |
| Phoenicus         |                                                        | |                                                                        | Smith;                 |      |
| Phoenicus Portus  |                                                        | |                                                                        | Smith;                 |      |
| Phoenicusa        |                                                        | eine der Äolischen Inseln                                                                            | Filicudi im Archipel der Liparischen Inseln                            |                        |      |
| Phoenix           | Φοίνιξ (Phoinix)                                       | Stadt in Lykien                                                                                      | Finike in der Türkei                                                   |                        |      |
| Phoenix           | Φοίνιξ (Phoinix)                                       | Ort und Berg in Karien                                                                               | bei Fenaket am Karayüksek Dağı im Südwesten von Marmaris               |                        |      |
| Phoenix           | Φοίνιξ (Phoinix)                                       | Ort an der Südwestküste von Kreta                                                                    | bei Loutro in der Gemeinde Sfakia                                      |                        |      |
| Phoenix           | Φοίνιξ (Phoinix)                                       | Ort auf Sizilien                                                                                     | bei Savoca                                                             |                        |      |
| Phoenix           | Φοίνιξ (Phoinix)                                       | Fluss in Malis                                                                                       |                                                                        | Smith (1);             |      |
| Phoenix           | Φοίνιξ (Phoinix)                                       | Fluss in Thessalien                                                                                  |                                                                        | Smith (2);             |      |
| Phoenix           | Φοίνιξ (Phoinix)                                       | Fluss in Achaia                                                                                      |                                                                        | Smith (3);             |      |
| Phoeteiae         |                                                        | |                                                                        | Smith;                 |      |
| Phoezon           |                                                        | |                                                                        | Smith;                 |      |
| Pholegandros      | Φολέγανδρος (Pholegandros)                             | Insel der Kykladen                                                                                   | Folegandros                                                            | Smith;                 |      |
| Pholoe            |                                                        | |                                                                        | Smith;                 |      |
| Phorbia           |                                                        | |                                                                        | Smith;                 |      |
| Photice           | Φωτική (Phōtikē)                                       | Stadt in Epirus                                                                                      |                                                                        | Smith;                 |      |
| Phra, Phrada      | Φρά (Phra)                                             | Stadt in der Ariana                                                                                  | Farah in Afghanistan                                                   | Smith;                 |      |
| Phraata           |                                                        | |                                                                        | Smith;                 |      |
| Phragandae        |                                                        | |                                                                        | Smith;                 |      |
| Phreata           |                                                        | |                                                                        | Smith;                 |      |
| Phricium          |                                                        | |                                                                        | Smith;                 |      |
| Phriconis         |                                                        | |                                                                        | Smith;                 |      |
| Phrixa            |                                                        | |                                                                        | Smith;                 |      |
| Phrixus           |                                                        | |                                                                        | Smith;                 |      |
| Phrudis           |                                                        | |                                                                        | Smith;                 |      |
| Phruri            |                                                        | |                                                                        | Smith;                 |      |
| Phrygia           | Φρυγία (Phrygia)                                       | Landschaft in Asia minor                                                                             | westliche Türkei                                                       | Smith;                 |      |
| Phrygia Pisidica  |                                                        | |                                                                        | Smith;                 |      |
| Phthenotes Nomos  |                                                        | |                                                                        | Smith;                 |      |
| Phthia            | Φθία (Phthia), Φθίη (Phthiē)                           | Reich des Peleus und Achilleus, in geschichtlicher Zeit Teil der Phthiotis                           |                                                                        | Smith;                 |      |
| Phthira           |                                                        | |                                                                        | Smith;                 |      |
| Phthirophagi      |                                                        | |                                                                        | Smith;                 |      |
| Phthuth           |                                                        | |                                                                        | Smith;                 |      |
| Phundusi          |                                                        | |                                                                        | Smith;                 |      |
| Phurgisatis       |                                                        | |                                                                        | Smith;                 |      |
| Phusipara         |                                                        | |                                                                        | Smith;                 |      |
| Phycus            |                                                        | |                                                                        | Smith;                 |      |
| Phylace           |                                                        | |                                                                        | Smith;                 |      |
| Phylaceium        |                                                        | |                                                                        | Smith;                 |      |
| Phyle             | Φυλή (Phylē)                                           | attischer Demos                                                                                      | nördlich von Athen im östlichen Bereich des Parnes-Gebirges            | Smith;                 |      |
| Phylleium         |                                                        | |                                                                        | Smith;                 |      |
| Phyllis           |                                                        | Landschaft in Thrakien                                                                               |                                                                        | Smith;                 |      |
| Phyrites          |                                                        | |                                                                        | Smith;                 |      |
| Physca            |                                                        | |                                                                        | Smith;                 |      |
| Physcella         |                                                        | |                                                                        | Smith;                 |      |
| Physcus           |                                                        | |                                                                        | Smith;                 |      |
| Physcus           |                                                        | |                                                                        | Smith;                 |      |
| Phyteum           |                                                        | |                                                                        | Smith;                 |      |
| Phytia            |                                                        | |                                                                        | Smith;                 |      |